# رونيلا حاجاتي
رونيلا حاجاتي هي مغنية وراقصة ألبانية ولدت في 2 سبتمبر 1989.

## روابط خارجية
- رونيلا حاجاتي على موقع IMDb (الإنجليزية)
- رونيلا حاجاتي على موقع ميوزك برينز (الإنجليزية)
- رونيلا حاجاتي على موقع أول ميوزيك (الإنجليزية)
- رونيلا حاجاتي على موقع ديسكوغز (الإنجليزية)